# Элегия жизни. Ростропович. Вишневская
«Элегия жизни. Ростропович. Вишневская» — документальный фильм Александра Сокурова, рассказывающий о жизни и творчестве Галины Вишневской и Мстислава Ростроповича.
Премьерный показ состоялся 21 апреля 2007 года в Японии.

## История создания
По словам режиссёра, однажды в его доме раздался телефонный звонок — Ростропович предложил Сокурову поставить с ним «Хованщину» в «Ла Скала». Совместный проект не состоялся, но для подготовки к нему Сокуров встретился с Мстиславом Леопольдовичем в его петербургской квартире. Приготовленный Галиной Павловной ужин «с картошечкой, водочкой» быстро сблизил режиссёра с четой выдающихся музыкантов.

Там же у меня возникла мысль сделать документальный фильм «Элегия жизни» о Ростроповиче и Вишневской. Они согласились на это с радостью, уделяли съёмкам большое внимание, много времени потратили — и он, и она. Специально приезжали ради этого в Петербург. И я видел, как складывается жизнь в их большом многоэтажном доме, похожем на дворец. Как Ростропович репетирует, а она его ждет. — Александр Сокуров

## Содержание фильма

### Часть 1-я
Начало картины — кадры, снятые в ресторане «Метрополь». Там в своё время познакомились Галина Павловна и Мстислав Леопольдович, там же в 2005 году они отмечали золотую свадьбу.
Затем следует чёрно-белая документальная хроника: молодая Вишневская, которая, не получив музыкального образования, сумела поступить в Большой театр, и молодой Ростропович, который всегда был лёгок на подъём и никогда не отказывался от концертов в самых дальних уголках Советского Союза.
Значительную часть фильма снимали в квартире Вишневской — Ростроповича. Мстислав Леопольдович в своём кабинете рассказывает Сокурову о тех композиторах, к которым он всю жизнь относился с пиететом: о Шостаковиче и Прокофьеве. Но есть в мире человек, который, как заметил маэстро, стоит выше всех «по силе мышления», — это Бах.
Разговор с Вишневской строится по-другому: она неожиданно вспоминает про своего сына Илью, который умер в младенчестве: «Сейчас ему было бы 60. А мне тогда было 18. Я была девчонка, пережившая войну, блокаду, уходы близких, брошенная миром, никому не нужная. У меня умирал ребёнок, я кричала от отчаяния, валялась на полу и не могла его спасти».

### Часть 2-я
Сокуров возвращает зрителей в ресторан «Метрополь» и поясняет, что у такой царственной особы, как Галина Павловна, и гости — под стать. Среди них — Борис Ельцин с женой, королева Нидерландов Беатрикс, королева Испании София, супруга президента Франции Бернадетт Ширак, принц Иордании Хасан, министр культуры России Александр Соколов. С каждым из гостей общительный Ростропович знаком лично, и связывают его с ними человеческие, без формальностей, отношения.
Центральное место во 2-й части фильма занимает премьера концерта для виолончели с оркестром Кшиштофа Пендерецкого. В тот день в Вену приехали и прилетели зрители из разных уголков планеты. Филармония переполнена, в зале — композитор, на сцене — дирижёр Сэйдзи Одзава и виолончелист Мстислав Ростропович. Для Мстислава Леопольдовича это была последняя в жизни премьера.

## Отзывы и рецензии
Киновед Ольга Шервуд отмечает «невторжение, недосказанность, деликатность», присущие фильму, ту «музейную дистанцию» между публикой и идеалом, которую удаётся сохранить режиссёру и во время съёмок, и при монтаже ленты.

Для него великие музыканты и великие люди — это единая ипостась великого, а «Элегия жизни» превращается для него в житие святых. Именно такими видит Сокуров своих героев — идеальными и гениальными, перешагнувшими порог сегодняшнего времени. — рецензент Андрей Ферзь

## Создатели фильма
- Александр Сокуров — режиссёр
- Александр Сокуров — автор сценария
- Егор Жердин, Кирилл Мошкович, Михаил Голубков — операторы
- Владимир Персов — звукорежиссёр
- Сергей Иванов — монтаж
- Лариса Чиркова — консультант
- Александр Сокуров — авторский текст

## Награды и фестивали
- Кинофестиваль в Локарно (Швейцария, 2006)
- XVI Международный кинофорум «Золотой витязь» (Россия, 2006)
- Международный кинофестиваль в Иерусалиме (Израиль, 2007)
- Премия ТЭФИ[5] (2007):

победа в номинации «За лучший фильм»
победа в номинации «За лучшую режиссуру»
победа в номинации «За лучшую операторскую работу»
- Международный кинофестиваль в Марселе (Франция, 2007)
- Международный кинофестиваль «Золотой абрикос» в Ереване (Армения, 2007)
- Фестиваль европейских фильмов в Осаке (Япония, 2008)